# Clasterosporium flagellatum
Clasterosporium flagellatum är en svampart som först beskrevs av Syd. & P. Syd., och fick sitt nu gällande namn av M.B. Ellis 1958. Clasterosporium flagellatum ingår i släktet Clasterosporium och familjen Magnaporthaceae.   Inga underarter finns listade i Catalogue of Life.